# Martin Urban (Publizist)
Martin Urban (* 22. September 1936 in Berlin) ist ein deutscher Physiker, Wissenschaftspublizist und Sachbuchautor.

## Leben
Martin Urban stammt aus einer evangelischen Theologenfamilie.
Nach Abitur und Studium der Physik, der Chemie und Mathematik an der Freien Universität Berlin arbeitete Urban als Diplom-Physiker auf dem Gebiet der Plasmaphysik. 1965 trat er der Redaktion der Süddeutschen Zeitung (SZ) bei. Dort gründete er 1968 die Wissenschaftsredaktion, die er bis zu seinem Ruhestand Ende April 2002 immer weiter ausbaute und leitete. Während dieser Zeit entwickelte sich der Wissenschaftsteil der SZ zum wohl meistgelesenen Vertreter seiner Art.
Ausgezeichnet wurde Urban unter anderem mit dem Theodor-Wolff-Preis 1972/1973 für herausragende Leistungen auf dem Gebiet der Wissenschaftspublizistik.
Seit seiner Pension widmet sich Urban – während er weiterhin für die SZ tätig ist – als Sachbuchautor theologischen, philosophischen und psychologischen Themen. Sein 2005 erschienenes Buch Warum der Mensch glaubt erhielt den 2. Platz beim Wettbewerb „Wissenschaftsbuch des Jahres“ in der Kategorie „Zündstoff“ in Bild der Wissenschaft.
Martin Urban ist Vater des Münchner Psychotherapeuten und Sachbuchautors Adrian Urban und des Glasgower Architekturhistorikers und Hochschullehrers Florian Urban.

## Werke
- Wie die Welt im Kopf entsteht. Von der Kunst, sich eine Illusion zu machen. Eichborn, Frankfurt am Main 2002, ISBN 3-8218-0715-6.
  - als Taschenbuch: Bastei Lübbe, Bergisch Gladbach 2004, ISBN 3-404-60544-6.
- Wie der Mensch sich orientiert. Von der Kunst, dem Leben eine Richtung zu geben. Eichborn, Frankfurt am Main 2004, ISBN 3-8218-0748-2.
  - als Taschenbuch: Piper, München 2008, ISBN 3-492-24904-3.
- Warum der Mensch glaubt. Von der Suche nach dem Sinn. Eichborn, Frankfurt am Main 2005, ISBN 3-8218-0761-X.
  - als Taschenbuch: Piper, München 2007, ISBN 3-492-24903-5.
- Wer leichter glaubt, wird schwerer klug. Wie man das Zweifeln lernen und den Glauben bewahren kann. Eichborn, Frankfurt am Main 2007, ISBN 3-8218-5796-X.
- Die Bibel – Eine Biographie. Galiani, Berlin 2009, ISBN 978-3-86971-006-8.[2]
- Ach Gott, die Kirche!: Protestantischer Fundamentalismus und 500 Jahre Reformation. dtv Verlagsgesellschaft 2016, ISBN 978-3-423-26118-0.